# Fotbollsklubben Karlskrona
O Karlskrona Allmäna Idrotts Förening, ou simplesmente Karlskrona AIF, é um clube de futebol da Suécia fundado em 1967. Sua sede fica localizada em Karlskrona.